# Tan Boon Heong
Tan Boon Heong, född 1987, är en badmintonspelare från Malaysia som bland annat deltog vid de olympiska sommarspelen 2008 i Peking. Han deltog i dubbelspelet tillsammans med Koo Kien Keat.

## Olympiska meriter

### Olympiska sommarspelen 2008
| Namn                         | Gren   | 32-delsfinal | 16-delsfinal | 8-delsfinal                                            | Kvartsfinal                                            | Semifinal        | Final            | Final       |
| Namn                         | Gren   | Resultat     | Resultat     | Resultat                                               | Resultat                                               | Resultat         | Resultat         | Plats       |
| ---------------------------- | ------ | ------------ | ------------ | ------------------------------------------------------ | ------------------------------------------------------ | ---------------- | ---------------- | ----------- |
| Koo Kien Keat Tan Boon Heong | Dubbel |              |              | Shuichi Sakamoto och Shintaro Ikeda (JPN) 21-12, 21-16 | (1) Markis Kido och Hendra Setiawan (INA) 16-21, 18-21 | Gick inte vidare | Gick inte vidare | Kvartsfinal |